# Moseldalsbron
Moseldalsbron, tyska Moseltalbrücke, är en 935 meter lång och 136 meter hög bro för motorvägen A61/E31 över floden Mosel mellan kommunerna Winningen och Dieblich i delstaten Rheinland-Pfalz i västra Tyskland, omkring 10 km sydväst om Koblenz.
Bron var Europas näst högsta motorvägsbro när den byggdes 1969–1972.[källa behövs]

## Bygget
Bron uppfördes mellan 1969 och 1972 på uppdrag av Bundesministerium für Verkehr, Bau- und Wohnungswesen, under medverkan av vägförvaltningen i Rheinland-Pfalz och vägbyggnadsavdelningen i Andernach. Bygget utfördes av företagen Heinz Schnorpfeil Bau GmbH, DSD Dillinger Stahlbau, Ed. Züblin AG, Julius Berger Bauboag AG och Lenz-Bau AG.
Den 1 juli 1971 omkom en ingenjör vid mätningsarbeten då han föll från Blumslay-klipporna.[källa behövs]

## Tekniska data
- Typ: Balkbro av stål
- Total längd: 935 m
- Bredd: 30,5 m
- Största höjd över mark: 136 m
- Spännvidd mellan pelarna: | 156,8 m || 282,2 m || 170,5 m || 146,1 m || 133,9 m || 109,6 m |
- Mellan pelarna, som är ihåliga armerade betongkroppar med 30 cm väggar, ligger 6 - 8,5 m höga stålbalkar med en sammanlagd vikt av 11 463 ton.

## Rastplatser
Direkt norr om bron bron finns på båda sidor av motorvägen rastplatser med utsikt över bron och Moseldalen.